# Saint-Agnin-sur-Bion
Saint-Agnin-sur-Bion è un comune francese di 811 abitanti situato nel dipartimento dell'Isère della regione dell'Alvernia-Rodano-Alpi.

## Società

### Evoluzione demografica
Abitanti censiti